# Oľga Pietruchová
Ing. Oľga Pietruchová, M.A. (*20. listopadu 1962, Lučenec) je slovenská ředitelka Odboru rodové rovnosti a rovnosti příležitostí při Ministerstvu práce, sociálních věcí a rodiny Slovenské republiky (MPSVR SR). Je bývalá výkonná ředitelka Spoločnosti pre plánované rodičovstvo.

## Životopis
Narodila se v Lučenci, do učitelské rodiny. Po dokončení studií na vysoké škole, se přestěhovala do Německa, kde pracovala 9 let jako chemická analytička (1986-1995). Potom se věnovala marketingu a vlastnila realitní kancelář.
V roce 1995 se vrátila na Slovensko, do Bratislavy a založila firmu v oblasti prodeje chemických a ekologických přístrojů. Postupně se začala věnovat ženským právům. Byla iniciátorkou Iniciatíva možnosť voľby. V květnu 2001 se stala předsedkyní občanského sdružení Možnosť voľby. Od roku 2004 do 2011 byla výkonnou ředitelkou Sploločnosti pre plánované rodičovstvo. Po založení Ženskej loby Slovenska byla zvolená za její předsedkyni (2004-2006) a za členku výboru European Women's Lobby při Bruselu.
Od roku 1998 se začíná politicky angažovat. Nejdříve v sociálně-liberálně zaměřené Strana občanského porozumění, kde měla na starosti zahraniční politiku a později i tiskové oddělení. Tvořila také politiku strany v oblasti ženské agendy a lidských práv. Ze strany odchází na jaře 2001 z důvodů názorového rozchodu (změna politiky strany).
Během života v Německu se jí narodily dvě dcery Claudie (* 1987) a Michaela (* 1990), studují vysoké školy ve Vídni. Znovu se vdává, za aktivistu a bývalého politika Juraje Mesíka. Pan Mesík má dva syny Lukáše (* 1997) a Juraje (* 1999). Spolu mají syna Richarda (* 2007).
Jako své koníčky uvádí příležitostné kreslení, potápění, lyžování. Dále cestování a fotografování. Pietruchová umí tři jazyky (anglicky, německy, rusky).

### Školy
- Gymnázium B.S. Timravy, Lučenec[7]
- Chemicko-technologická fakulta Slovenské vysoké školy technické, studium analytické a fyzikální chemie, rok zakončení 1985.[7] Ukončení s červeným diplomem a rektorským vyznamenáním.[4]
- Rose Mayreder College, Vídeň – odbor rodový výzkum a feministická politika, postgraduální dálkové studium, zakončeno prosinec 2006 titulem M.A. (Master of Art in Women Studies and Gender Research)[7][4][11]

### Politická kandidatura
- V roce 2001 neúspěšně kandidovala jako nezávislá kandidátka na poslankyni Bratislavského VÚC na tzv. ženské kandidátce za Liberálno-demokratickou únii[9]
- v roce 2006 neúspěšně kandidovala ve volbách do Národní rady za Slobodné Fórum[12]
- v roce 2009 neúspěšně kandidovala ve volbách do Evropského parlamentu za Stranu Zelených[7]

### Ocenění
V roce 2010 jí společnost Promethues (sdružení světských humanistů) udělilo čestný titul Humanistka roka 2010 za „dlouhodobé úsilí při obhajobě postavení i práv žen a občanů bez náboženského vyznaní, za pomoc a naději, které jim poskytuje“.

### Publikační činnost
Paní Pietruchová je příležitostná blogerka, píše články např. na Jetotak.sk, Blog.sme.sk, Dennikn.sk a Changenet.sk. Napsala množství článku a publikací, které jsou zveřejněny na její osobní stránce. Působí taky jako lektorka a odbornice na genderovou problematiku. Její článek o střídavé péči o dítě po rozvodu rodičů se objevil ve sborníku Ligy Otců Slovenska – Striedavá starostlivosť.

## Názory a kontroverze
Paní Pietruchová je zastánkyně pro-choice a ateistka. Často také komentuje nebo kritizuje Katolickou církev. Za své názory je často napadána odpůrci interrupcí a přívrženci katolické církve na Slovensku.[zdroj?]

### Spor s Gabriele Kuby
Gabriele Kuby je německá katolická publicistka, která v rámci přednáškové návštěvy Slovenska v říjnu 2013, byla Oľgou Pietruchovou kritizována na jejím blogu z demagogie, propojení s německy údajně pravicově-extrémistickou stranou NPD (Nationaldemokratische Partei Deutschlands – Národně-demokratická strana Německa) a označena jako bigotní náboženská fanatička. Gabriele Kuby na situaci reagovala otevřeným dopisem, kde reaguje na některá nařčení a oznamuje právní dohru celé této situace. Paní Pietruchová reagovala na otevření dopis článkem na blogu, kde na obviněních trvá a předkládá další argumenty pro svá tvrzení.

### Interpelace
Dne 15. října 2013 poslanec Marián Kvasnička formou interpelace požádal ministra práce, sociálních věcí a rodiny Jána Richtera, aby prověřil je-li Oľga Pietruchová uvedená v Živnostenském registru identická s touto státní zaměstnankyní. Pokud se tak prokáže, navrhuje postupovat dle zákona a rozvázat pracovní poměr. Ministr podezření v písomné odpovědi na interpelaci nepotvrdil.
Vysocí úředníci amerických a britských diplomatických sborů dne 17. září 2013 pořádali v Open gallery, v Bratislavě, konferenci na téma „Ako zaručiť akceptáciu LGBTI ľudí na Slovensku“. O toleranci menšin na Slovensku se Pietruchová vyjádřila, že „za 20 let jsme se neposunuli nikam nebo spíš opačným mentálním směrem“. Poslanec Kvasnička koncem října 2013 interpeloval ministra zahraničních věcí a ministra práce, sociálních věcí a rodin, zdali paní Pietruchová „neprokázala takový stupeň neloajality, který je neslučitelný s postem vysokého státního úředníka“. Ani tato interpelace nebyla ministrem potvrzena. Velvyslanec USA naopak ocenil vystoupení paní Pietruchovej na diskusi, co bylo citováno v odpovědi ministra na interpelaci.

### Petice na podporu a za odvolání
Na Slovensku vznikly dvě online petice – jedna na odvolání a jedna na podporu paní Pietruchové. Na podporu založila 10. října 2013 Adriana Mesochoritisová, z občanského sdružení Možnosť voľby. Důvod založení uvedla, že se paní Pietruchová „stala terčem osobních útoků, připomínající hon na čarodějnice“. A dále oceňuje dosavadní práci paní Pietruchové a celého týmu na jejím Odboru.
Petice za odvolání vznikla 18. října 2013 a důvody autor Tomáš Kolek uvedl: „pro její ideologickou předpojatost a osobnostní nezralost potřebnou pro výkon své funkce“.

## Konec na Ministerstvu
Od 31. května 2020 na Ministerstvu práce, sociálních věcí a rodiny na vlastní žádost končí, protože nesouhlasí s postoji nového ministra, Milana Krajniaka.